# Santa Catalina Chinango
Santa Catalina Chinango är en ort i Mexiko.   Den ligger i kommunen San Pedro y San Pablo Tequixtepec och delstaten Oaxaca, i den sydöstra delen av landet, 210 km sydost om huvudstaden Mexico City. Santa Catalina Chinango ligger 1 811 meter över havet och antalet invånare är 153.
Terrängen runt Santa Catalina Chinango är huvudsakligen kuperad, men åt nordost är den platt. Runt Santa Catalina Chinango är det glesbefolkat, med 16 invånare per kvadratkilometer. Närmaste större samhälle är Petlalcingo, 17,4 km väster om Santa Catalina Chinango. I omgivningarna runt Santa Catalina Chinango växer huvudsakligen savannskog.